# Kepler-33
Kepler 33 là một ngôi sao thuộc chòm sao Thiên Nga, với hệ sao đã biết gồm năm hành tinh.
Ngôi sao này cách Trái Đất khoảng 4090 năm ánh sáng, có nhiệt độ khoảng 5849 K thuộc loại sao M1 có khối lượng khoảng 1,164 Mặt Trời và bán kính 1,615 Mặt Trời; độ tuổi khoảng 4,27 tỷ năm.
Kepler 33 có 5 hành tinh quay quanh tất cả đều quá gần nên không có sự sống ở đó. Hành tinh gần nhất có bán kính lớn hơn Trái Đất, bằng khoảng 0,16 bán kính Sao Mộc và quay quanh ngôi sao chủ trong 5 ngày (0,0677 AU). Các hành tinh còn lại lần lượt quay quanh sao chủ trong 13 ngày (0,119 AU), 21,8 ngày (0,166 AU), 31,8 ngày (0,214 AU) và 41,03 ngày (0,254 AU).
| Thiên thể đồng hành (thứ tự từ ngôi sao ra) | Khối lượng       | Bán trục lớn (AU) | Chu kỳ quỹ đạo (ngày) | Độ lệch tâm | Độ nghiêng | Bán kính        |
| ------------------------------------------- | ---------------- | ----------------- | --------------------- | ----------- | ---------- | --------------- |
| b                                           | —                | 0.0677 ± 0.0014   | 5.66793 ± 0.00012     | —           | —          | 0.16 ± 0.02 RJ  |
| c                                           | —                | 0.1189 ± 0.0025   | 13.1756 ± 0.00014     | —           | —          | 0.29 ± 0.027 RJ |
| d                                           | 4.3+2.0 −2.0 M🜨  | 0.1626± 0.0022    | 21.776 ± 0.00011      | —           | —          | 0.48 ± 0.04 RJ  |
| e                                           | 6.1+1.1 −1.0 M🜨  | 0.2092± 0.0028    | 31.7844 ± 0.00039     | —           | —          | 0.36 ± 0.034 RJ |
| f                                           | 10.6+1.6 −1.5 M🜨 | 0.2535 ± 0.0054   | 41.029 ± 0.00042      | —           | —          | 0.4 ± 0.037 RJ  |